# Dietrich Birnbaum
Dietrich E. Birnbaum (* 16. Februar 1942 in Chemnitz; † 2. Januar 2017 in Shenzhen) war ein deutscher Herzchirurg.

## Karriere
Dietrich Birnbaum studierte von 1962 Humanmedizin an der Freien Universität Berlin. 1965 studierte er am Hôpital Cochin in Paris und 1966–1967 an der Case Western Reserve University in Cleveland (Ohio). 1968 wurde er zum Doktor der Medizin an der Medizinischen Fakultät der FU Berlin promoviert. 1969 erlangte er die Ärztliche Approbation. 1970 bestand er das ECFMG-Zertifikat (Educational Commission For Foreign Medical Graduates). Von 1970 bis 1971 war er Research Fellow am Medical Center, University of Colorado Denver tätig. 1972–1980 arbeitete er als wissenschaftlicher ärztlicher Mitarbeiter an der FU Berlin. 1978 wurde er Facharzt für Chirurgie und 1980 Facharzt für Thorax-, Herz- und Gefäßchirurgie, jeweils bei der Ärztekammer der FU Berlin. 1980 erfolgte die Habilitation und venia legendi für Chirurgie an der Medizinischen Fakultät der FU Berlin. 1985 Umhabilitierung an die Albert-Ludwigs-Universität Freiburg.
Er wurde 1978 zum Assistenzprofessor sowie 1984 zum Univ. Professor an der Chirurgischen Universitätsklinik und Poliklinik am Universitätsklinikum Charlottenburg der Freien Universität Berlin berufen. Von 1984 bis 1990 arbeitete er als leitender Arzt in der Abteilung für Herz- und Gefäßchirurgie am Benedikt-Kreutz-REHA-Zentrum in Bad Krozingen. 1991 wurde er auf den Lehrstuhl für Herz-, Thorax- und herznahe Gefäßchirurgie am Klinikum der Universität Regensburg berufen, den er bis zu seiner Emeritierung im März 2007 innehatte. 1998: Licenced Fellow of the European Board of Cardio-Thoracic Surgery. Nach seiner Emeritierung 2007 war er an der Kerckhoff-Klinik in Bad Nauheim für die Bereiche Herztransplantation und Implantation von Kunstherzen verantwortlich. Von Oktober 2007 bis Dezember 2008 war er zudem in der Funktion Ärztlicher Direktor und Ärztlicher Geschäftsführer der Kerckhoff-Klinik tätig. 2013 erlangte er das Diplom für Tropenmedizin des Bernhard-Nocht-Instituts Hamburg.

## Ärztliche und wissenschaftliche Tätigkeit
Birnbaum war im Rahmen von Gastprofessuren tätig:
- 1981 am Stanford Medical Center Palo Alto/CA,
- 1982 an der University of Alabama, Birmingham/AL,
- 1983 am Childrens Hospital des Harvard Medical Centers in Boston/MA jeweils in USA und
- 1984 am Hospital for Sick Children, London in GB
- 2009–2011 war Birnbaum im Auftrag des DAAD im Rahmen einer humanitären, entwicklungspolitischen Tätigkeit in Asella/Äthiopien maßgeblich an der Gründung und der Entwicklung der Medizinischen Hochschule in Asella tätig. Er hatte dort die Position des Founder-Deans der School of Health Sciences der Adama Science and Technology der University Ethiopia inne.

Birnbaum beschäftigte sich im Rahmen seiner klinischen Tätigkeiten mit folgenden Forschungsschwerpunkten:
- Herzklappenrekonstruktionen, Herztransplantationen sowie mit arterieller Revaskularisierung.
- schonenden Herz-Lungenmaschinen (MECC – Minimal Extracorporeal Circulation) für Herzoperationen sowie die
- Entwicklung einer einfachen und tragbaren Lungenmaschine (PECLA-Pumpless extracorporeal lung assist) für die Stabilisierung von Pat. mit akutem        Lungenversagen.

Seine Forschung galt vor allem der
- Funktion des Endothels als der entscheidenden Grenzfläche zwischen Blut und Klappen- oder Gefäßprothesen. Er maßgeblich beteiligt, mit den
- Methoden des Tissue Engineering, einen verbesserten Gefäßersatz für den Koronararterien-Bypass zu entwickeln

Ein weiterer Schwerpunkt seiner wissenschaftlichen Tätigkeit war die
- Transplantationsimmunologie mit pharmakokinetisch basierter m-TOR-Inhibition bei Herztransplantationen und die
- humane autologe, qualitativ kontrollierte Endothelzellenkultur zur Beschichtung von Gefäßprothesen < 5 mm zum Koronarersatz.

## Ämter und Mandate
- 1996/1997: Prodekan der Medizinischen Fakultät der Universität Regensburg
- 1996–2007: Aufsichtsrat der Kerckhoff Klinik GmbH, Bad Nauheim; seit 2000 stellvertretender Vorsitzender.
- 2000–2017: Vorsitzender des European Board of Cardiovascular Perfusion (EBCP)
- 2000/2003: Präsident der Deutschen Gesellschaft für Thorax-, Herz- und Gefäßchirurgie
- 2002–2005: Aufsichtsrat der ITEM (Innovationszentrum Therapeutische Medizintechnik) Garching/München
- 2002–2005: Chairman auf the European Board of Perfusion
- 2003–2006: Aufsichtsrat der Deutschen Forschungsstiftung der Deutschen Herzstiftung, Frankfurt am Main
- 2013 ff: Consultant Dean der School of Health Sciences, ARSI-University, Asella, Äthiopien

## Editorielle Mandate
- Associate Editor des Journals der European Association of Cardiothoracic Surgery
- Assistent Editor auf European Board of Cardiovascular Perfusion (EBCP), 1994–2004
- Advisory Editorial Board The Thoracic and Cardiovascular Surgeon
- Fachorgan der Deutschen Gesellschaft für Thorax-, Herz- und Gefäßchirurgie
- Wissenschaftlicher Beirat in der Deutschen Herzstiftung
- Vorstandsmitglied der Forschungsstiftung der Deutschen Herzstiftung
- Member of The Adverse Event Committee zur Einführung des Rekombinanten Faktors VII a und des Faktor XIII a
- Mitglied im Clinical Endpoint Committee der Synthax-Studie

## Mitgliedschaften in medizinischen Fachverbänden
- Deutsche Gesellschaft für Chirurgie
- Deutsche Gesellschaft für Biomedizintechnik
- Deutsche Gesellschaft für Kardiologie (Herz- und Kreislaufforschung)
- Deutsch-Chinesische Gesellschaft für Medizin, seit 1994
- Berufsverband Deutscher Chirurgen
- Cardiothoracic Surgery Network
- European Association for Cardio-Thoracic Surgery (EACTS), bis 2012
- Deutsche Transplantationsgesellschaft (DTG), bis 2012
- Deutsche Gesellschaft für Thoraxchirurgie (DGT), bis 2012
- European Board of Cardiovascular Perfusion
- Deutsche Gesellschaft für Thorax-, Herz- und Gefäßchirurgie
- Society for Heart Valve Disease
- International Society for Heart- and Lung-Transplantation, bis 2007
- American Society for Artifical Internal Organs, bis 2002